# 2014년 동계 올림픽 알파인스키 남자 대회전
2014년 동계 올림픽의 알파인스키 남자 대회전 경기는 2014년 2월 19일 러시아 소치 로자 후토르 스키 센터에서 열렸다.